# Selur
Selur is een bestuurslaag in het regentschap Ponorogo van de provincie Oost-Java, Indonesië. Selur telt 6229 inwoners (volkstelling 2010).